# Pierre de Saillé
Der Menhir Pierre de Saillé (auch Pierre de Congor, Clos-Saint-Aubin oder Clos-de-la-Pierre genannt) steht nördlich vom Weiler Saillé und südlich von Guérande im Westen des Departement Loire-Atlantique in Frankreich.
Der Menhir wird unter dem Namen Petra Congor in einer Charta des 9. Jahrhunderts erwähnt. Es ist ein quaderförmiger Stein, der etwa 1,6 m hoch, 1,2 m breit und 0,35 m dick ist.
Zu Beginn des 20. Jahrhunderts erwähnt der Archäologe Pitre de Lisle Dréneuc (1846–1924) den Stein als Reste eines Dolmens. Der Historiker Henri Quilgars (1877–1937) gibt 1911 an, dass er in einem Graben liegt. Obwohl überlegt wurde, den Menhir ins nahe La Baule-Escoublac zu versetzen, wurde er schließlich aufgerichtet und 1984 als Monument historique eingetragen.
In der Nähe stehen der Menhir von Bissin und der tief eingespaltene 2,1 m hohe Menhir von Keroland.